# Guerra espacial en la ciencia ficción
La guerra espacial es un tema principal y un escenario central de la ciencia ficción que puede rastrear sus raíces hasta la antigüedad clásica y las novelas de «guerra futura» del siglo XIX. En la era moderna, con franquicias como Star Wars y Star Trek, se considera uno de los subgéneros y temas más populares de la ciencia ficción. Una guerra interplanetaria, o más a menudo una guerra interestelar o intergaláctica, se ha convertido en un recurso argumental habitual. La guerra espacial tiene un papel predominante, es un tema central y, al mismo tiempo, se considera un género matriz, superponiéndose con la ópera espacial y el wéstern espacial.

## Tecnología

### Armas
Por lo general, se utilizan láseres y otras armas de energía dirigida en lugar de balas. El escritor científico y popularizador de vuelos espaciales, Willy Ley, afirmó en 1939 que las balas serían un arma más efectiva en una batalla espacial real. Otras armas incluyen torpedos y otras municiones descritas como empleadas con partículas o radiación conocidas en la física subatómica actual, como el torpedo de protones y el torpedo fotónico de los universos de Star Wars y Star Trek, respectivamente. Por el contrario, las armas en la ciencia ficción a menudo emplean materiales ficticios y tipos de radiación. A menudo, la radiación o el material es específico del universo ficticio en cuestión. Por ejemplo, las naves de guerra espaciales en la serie de televisión Stargate combaten con armas de energía dirigida descritas como alimentadas por un metal ficticio llamado «naquadah».

### Destrucción de planetas y estrellas
La destrucción de planetas y estrellas ha sido un aspecto frecuentemente utilizado en la guerra interestelar desde la serie Lensman. Se ha calculado que se requeriría una fuerza del orden de 1032 julios de energía, aproximadamente la producción total del Sol en una semana, para superar la gravedad que mantiene unido un planeta del tamaño de la Tierra. La destrucción de Alderaan en Star Wars: Episodio IV - Una nueva esperanza se estima que requiere 1.0 × 1038 julios de energía, millones de veces más de lo necesario para desintegrar el planeta a una velocidad más lenta.

### Influencias navales
La guerra espacial ficticia tiende a tomar elementos de la guerra naval, a menudo denominando a las fuerzas espaciales como armadas espaciales o simplemente «armadas». La serie de novelas Honorverso de David Weber retrata varias de estas armadas espaciales, como la Armada Real Manticorana, que imitan temas de la guerra naval de la era Napoleónica. La Flota Estelar (Star Trek), la Armada Imperial (Star Wars), la Armada de la Alianza de Sistemas (Mass Effect), el UNSC (Halo) y Earthforce (Babylon 5) también utilizan una estructura de rangos y jerarquía de estilo naval. La primera se basa en la Armada de los Estados Unidos y la Armada Real Británica. El Comando Espacial de las Naciones Unidas en Halo refleja completamente todos los rangos de las Fuerzas Armadas de los Estados Unidos, incluso del sistema de grados salariales.. 
Algunas franquicias ficticias tienen implementaciones diferentes. La Flota Colonial en Battlestar Galactica usa una mezcla de rangos de ejército y armada, y el universo de Stargate tiene naves espaciales militares bajo el control de fuerzas aéreas modernas, utilizando rangos de fuerza aérea. En el universo de Halo, muchos de los rangos de las actuales Fuerzas Armadas de los Estados Unidos se utilizan en lugar de rangos ficticios. En el universo de Andrómeda, los oficiales de las naves de la Mancomunidad de Sistemas siguen un sistema de rangos navales, pero los Lanceros (soldados análogos a los marines) usan rangos del ejército.

## Desarrollo del género
En su sátira del siglo II, Historia verdadera, Luciano de Samosata describe una guerra imperial entre el rey del Sol y el rey de la Luna por el derecho a colonizar la Estrella Matutina. Es la obra de ficción conocida más antigua que aborda este concepto.
La primera historia de «guerra futura» fue The Battle of Dorking de George Tomkyns Chesney, una historia sobre una derrota británica tras una invasión alemana de Gran Bretaña, publicada en 1871 en Blackwood's Magazine. Muchas historias similares se escribieron antes del estallido de la Primera Guerra Mundial. The Angel of the Revolution de George Griffith (1893) presentó a autoproclamados «terroristas» armados con armas y armaduras entonces inexistentes, como dirigibles, submarinos y explosivos de alta potencia. La inclusión de tecnología aún no existente se convirtió en una parte estándar del género. La última historia de guerra futura de Griffith fue The Lord of Labour, escrita en 1906 y publicada en 1911, que incluía tecnología como rayos desintegradores y misiles.
La novela de H. G. Wells, La guerra de los mundos, inspiró a muchos otros escritores a escribir historias de incursiones alienígenas y guerras entre la Tierra y otros planetas, y animó a los escritores de ficción de guerra futura a emplear escenarios más amplios que los disponibles para la ficción «naturalista». Otras historias de guerra futura de Wells incluyeron la novela de guerra atómica El mundo se liberta (1914) y Los acorazados terrestres, que presentó una descripción profética del tanque, aunque a una escala inverosímilmente grande.
Las representaciones más recientes de la guerra espacial se alejaron del jingoísmo de la ciencia ficción pulp de las décadas de 1930 y 1940. La guerra interminable de Joe Haldeman fue en parte una respuesta o refutación a Tropas del espacio de Robert A. Heinlein, en la que la guerra espacial involucraba los efectos de la dilatación del tiempo y resultaba en la alienación de los protagonistas de la civilización humana en cuyo nombre luchaban. Ambas novelas han sido lecturas obligatorias en el pasado en la Academia Militar de los Estados Unidos.
Los escritores de ciencia ficción desde el final de la Segunda Guerra Mundial han examinado la moralidad y las consecuencias de la guerra espacial. Junto con Starship Troopers de Heinlein están War against the Rull de A. E. van Vogt (1959) y Arena de Fredric Brown (1944). En oposición están First Contact de Murray Leinster (1945), Enemigo mío de Barry Longyear, The Lucky Strike de Kim Stanley Robinson, Schwarzchild Radius de Connie Willis y Invasores de John Kessel. En El juego de Ender de Orson Scott Card, el protagonista libra una guerra de forma remota, sin darse cuenta de que lo está haciendo.
Varios escritores en la década de 1980 fueron acusados de escribir ficción como parte de una campaña de propaganda a favor de la Iniciativa de Defensa Estratégica. La novela de Ben Bova, Privateers (1985), se ha dado como ejemplo.

## Subgéneros comunes

### Ópera espacial
La forma moderna de la guerra espacial en la ciencia ficción, en la que naves espaciales móviles combaten tanto planetas como entre sí con superarmas destructivas, apareció con el advenimiento de la ópera espacial. La serie periodística de 1898 de Garrett P. Serviss, Edison conquista Marte, se inspiró en Wells y se concibió como una secuela de Fighters from Mars, una versión Edisonada no autorizada y muy alterada de La guerra de los mundos en la que la raza humana, liderada por Thomas Edison, persigue a los marcianos invasores hasta su planeta natal. David Pringle considera la historia de Serviss como la primera ópera espacial, aunque la obra más ampliamente reconocida como tal es The Skylark of Space de E. E. "Doc" Smith. Esta y sus tres novelas sucesoras ejemplifican la forma actual de la guerra espacial en la ciencia ficción, donde naves espaciales gigantes emplean grandes cañones de rayos que disparan ráfagas de energía a través del espacio para destruir planetas en una guerra entre humanos y especies alienígenas.
Las novelas de Honorverse de David Weber presentan una visión de la guerra espacial que simplemente trasplanta la guerra naval de Horatio Nelson y Horatio Hornblower al espacio. Las tácticas de batalla de la armada espacial en el Honorverse son muy similares a las de Nelson, con la simple adición de una tercera dimensión.

### Ciencia ficción militar
Varios subconjuntos de la ciencia ficción militar se superponen con la ópera espacial, centrándose en batallas espaciales a gran escala con armas futuristas. En un extremo, el género se usa para especular sobre guerras futuras que involucren viajes espaciales, o los efectos de dicha guerra en los humanos; en el otro, consiste en el uso de tramas de ficción militar con algunos adornos superficiales de ciencia ficción. El término «ópera espacial militar» se usa ocasionalmente para denotar este subgénero, como lo emplea, por ejemplo, la crítica Sylvia Kelso al describir la Saga Vorkosigan de Lois McMaster Bujold. Otros ejemplos de ópera espacial militar son la franquicia Battlestar Galactica y la novela de 1959 de Robert A. Heinlein, Tropas del espacio. La distinción clave de la ciencia ficción militar respecto a la ópera espacial es que los personajes principales en una ópera espacial no son personal militar, sino civiles o paramilitares. La ciencia ficción militar tampoco necesariamente incluye siempre un escenario espacial o multiplanetario como la ópera espacial.

### Wéstern espacial
Los wésterns influyeron en las primeras revistas pulp de ciencia ficción. Los escritores enviaban historias en ambos géneros, y las revistas de ciencia ficción a veces imitaban el arte de portada de los wésterns para destacar paralelismos. En la década de 1930, C. L. Moore creó uno de los primeros héroes del «wéstern espacial», Northwest Smith. Buck Rogers y Flash Gordon también fueron influencias tempranas. Después de que los cómics de superhéroes disminuyeran en popularidad en los Estados Unidos de la década de 1940, las historietas wéstern y los cómics de terror los reemplazaron. Cuando los cómics de terror se volvieron insostenibles con la Comics Code Authority a mediados de la década de 1950, los temas de ciencia ficción y los wésterns espaciales ganaron popularidad.: 10  A mediados de la década de 1960, las películas de wéstern clásicas perdieron popularidad y los revisionistas del wéstern las reemplazaron. Series de ciencia ficción como Lost in Space y Star Trek presentaron una nueva frontera para explorar, y películas como Westworld rejuvenecieron los wésterns al actualizarlos con temas de ciencia ficción. Peter Hyams, director de Outland, dijo que los jefes de los estudios en la década de 1980 no estaban dispuestos a financiar un wéstern, por lo que hizo un wéstern espacial en su lugar. Las óperas espaciales como la serie de películas de Star Wars también tomaron fuertes influencias de los wésterns; Boba Fett, Han Solo y la cantina de Mos Eisley, en particular, se basaron en temas de wéstern. Estas películas y series de televisión de ciencia ficción ofrecieron los temas y morales que los wésterns hacían anteriormente.